# Wipeout Pure
 (septembre 2018).
Si vous disposez d'ouvrages ou d'articles de référence ou si vous connaissez des sites web de qualité traitant du thème abordé ici, merci de compléter l'article en donnant les références utiles à sa vérifiabilité et en les liant à la section « Notes et références ».
Wipeout Pure (stylisé wipEout Pure) est un jeu vidéo de course futuriste développé par SCE Studio Liverpool, sorti en 2005 sur la console PlayStation Portable. C'est le premier épisode de la série Wipeout à paraître sur console portable.

## Histoire
En 2197, la ligue FX300 marque le renouveau de la compétition anti-gravité professionnelle après plus de deux décennies d'absence. Les circuits sont regroupés sur Manaka, une île artificielle dans le Pacifique.

## Système de jeu
Aux commandes de vaisseaux ultra-rapides et armés, le joueur participe à des courses futuristes à très grande vitesse. Wipeout Pure propose six modes de jeu : Course unique, Tournoi, Contre-la-montre, Zone, Jeu libre et Multijoueur.
Le maniement des vaisseaux as été revu par rapport à Wipeout Fusion pour revenir à un maniement plus proches des opus PS1[réf. nécessaire].
En outre sont ajoutés dans cet opus la possibilité de régénérer son bouclier en absorbant les armes ( ce qui mettra fin à la mécanique de voies des stands présents dans les précédents opus) , d'effectuer un décalage horizontal en utilisant les aérofreins , et d'utiliser une partie de son bouclier pour effectuer des tonneaux en l'air qui procureront une accélération conséquente

### Armes et bonus
Dans le jeu, il existe plusieurs armes et bonus pour se débarrasser des concurrents, ou pour ravitailler le vaisseau en bouclier. Il existe 4 sortes d'armes : les bonus de vaisseau affichés en vert, les armes à lâcher derrière soi affichées en bleu, les armes de visée affichées en orange, les armes surpuissantes, affichées en rouge. Ce sont elles qui ravitaillent le plus le bouclier lors d'une absorption.
Il existe trois types de bonus de vaisseaux. Le Shield est un bouclier qui vous rend invulnérable pour tout sauf les séismes et les chutes pendant une courte durée. Le Autopilot est un bonus qui permet à l'ordinateur de votre vaisseau prend le contrôle du vaisseau pendant cinq secondes.Le Turbo, comme son nom l'indique, c'est un turbo.
Dans les armes à lâcher derrière soi, il existe les Mines (cinq mines sont larguées à l'arrière du vaisseau, elles attendent la venue d'un autre vaisseau), les Bomb (c'est le même principe que les mines mais une seule bombe est larguée, elle possède un champ de détection).
Les armes de visée comptent les Missile (missile à tête chercheuse, met quelques secondes à verrouiller sa cible), les Rockets (trois roquettes, pas à tête chercheuse sont envoyées) et le Disruption Bolt (qui peut inverser les commandes, aveugler ou encore activer le pilote automatique du vaisseau ennemi touché pendant un court moment).
Il y a des armes surpuissantes proposée qui sont le Plasma (après un bref temps de charge, une décharge massive d'énergie est libérée du vaisseau) et le Séisme (un tremblement de terre émane de la proue du vaisseau et détruit tout sur son passage).

### Circuits
Le jeu contient de base 8 nouveaux circuits et 4 circuits classiques issus des précédents Wipeout. 16 circuits supplémentaires sont disponibles à travers les différents DLC appelés packs. La majorité des circuits sont situés sur Manaka, une île artificielle fictive dans le Pacifique.
Les nouveaux circuits sont Blue Ridge, Chenghou Project, un tracé urbain technique, Cittanuova, Modesto Height, un tracé dans une zone industrielle, Sebenco Climb, un circuit accidenté qui empreinte le mont Sebenco, Sincuit, Vineta K., un tracé littoral qui s'engouffre dans l'océan, et Sol 2, un circuit perché au milieu des nuages. Les circuits classiques sont Karboni, Sagarmatha, Manor Top et Mandrashee.
Le pack Delta implémente Anulpha Pass, Iridia, Kara Descent et Koltiwa. Le pack Gamma ajoute Exostra Run, Sebenco Peak, Statent Park et Übermall. Les packs Classique implémente Altima VII, Odessa Keys, Porto Kora et Vohl Square, d'anciens circuits respectivement tirés de Wipeout, Wipeout 2097, Wip3out et Wipeout Fusion. Le pack Omega ajoute 123 Klan, Burgertown, Cardcity Run et Paris Hair, des circuits au style décalé imaginés par des créateurs indépendants.

## Pack téléchargeables
Il existe plusieurs Pack téléchargeables ; dans la série jeu : le Pack jeu - Gamma, le Pack jeu - Delta, le Pack jeu - Omega, Pack jeu - Classic 2 ; dans la série music : Pack music - Classic, Pack music - zeet, Pack music - A7 Music', Pack music - Oblivion ; ainsi que le Pack Cocacola Us